# جراحة الأطفال
جراحة الأطفال هو التخصص الفرعي من جراحة تنطوي على عملية جراحية للأجنة والرضع والأطفال والمراهقين، واليافعين. العديد من الجراحين المختصيين يقومون بممارسة طب الأطفال في مستشفيات الأطفال.

## التاريخ
نشأت جراحة الأطفال في منتصف القرن العشرين بوصفها الرعاية الجراحية للتشوهات الخلقية والتي كان المطلوب في معالجتها تقنيات وأساليب جديدة، والتي أصبحت أكثر شيوعا هي التي يوجد مقرها في مستشفيات الأطفال.و كان واحدا من المواقع لهذا الابتكار مستشفى الأطفال في فيلادلفيا. بدأت في 1940s تحت قيادة العمليات الجراحية في إيفريت كوب، مع أحدث التقنيات للقصبة الهوائية والتخدير للرضع. وفي أواخر 1970، انخفض معدل وفيات الرضع والذين يعانون من تشوه خلقي المتلازمة إلى ما يقارب الصفر.

## طرق العلاج
يعمل جراحو الأطفال على تشخيص المشاكل الجراحية للأطفال وتدبير أحوالهم قبل الجراحة وأثناءها وبعدها، وتتراوح أعمار المرضى الذين يزورون جراح الأطفال بين الأطفال الرضع عبر الأطفال الصغار إلى اليافعين. يتعاون جراحو الأطفال مع الأطباءالمعنيين بصحة الأطفال وهم أطباء الأطفال الخُدّج (الخديج هو الطفل الذي ولد قبل أوانه) وأطباء الأطفال وأطباء الأسرة.
يتلقى جراح الأطفال فترة تدريبية طويلة، يبدأ خلالها بالتدرب على الجراحة العامة لبضع سنين، ثم يتلقى تدريبه في جراحة الأطفال لبضع سنين أخرى حتى يحصل على التخصص في جراحة الأطفال.
تتيح بعض الأماكن التخصص الفرعي في أحد فروع جراحة الأطفال، مثل:
- جراحة الخدّج (يقومون بالإصلاح الجراحي للشذوذات الولادية).
- أطباء أورام الأطفال (يقومون بتشخيص الأورام الحميدة والخبيثة وعلاجها جراحياً إذا لزمت الحاجة).
- وأطباء الرَضْح (يرعون الحالات الحرجة التي ربما تحتاج أو لا تحتاج تدخلاً جراحياً).

كثير من جراحي الأطفال يراعون برامج اجتماعية للوقاية والتقليل من الحوادث والإصابات الرضحية عند الأطفال. وهناك تخصص حديث جداً في جراحة الأطفال يعنى بتشخيص الحالات قبل الولادة وعلاجها جراحياً (مع أن معظم تقنيات جراحة الأجنة ما تزال في طور التجربة).
أنواع الحالات التي يرعاها جراح الأطفال
- فحص ديدني (روتيني) 10%
- علل حادة 62%
- علل مزمنة 26%
- علل انتهائية 4%

## الأمراض الأطفال الشائعة التي قد تتطلب جراحة الأطفال
1-التشوهات الخلقية : اللمفي، الشفة المشقوقة والحنك، رتق المريء و[[الناسور
الرغامي]]، تضيق البواب الضخامي، رتق المعوية، التهاب الأمعاء والقولون الناخر، المقبس العقي، مرض هيرشسبرونغ، مثقب فتحة الشرج، عدم نزول الخصيتين
2-جدار البطن العيوب: قيلة سرية، انشقاق البطن الخلقي، الفتق
3-الصدر تشوهات الجدار: pectus excavatum
4-أورام الطفولة :مثل العصبية، ورم ويلمز، الساركومة العضلية المخططة، اتار(ATRT)، أورام الكبد، الأورام المسخية
5-فصل التوائم الملتصقة
أكثر خمس حالات شيوعاً في عيادة جراح الأطفال هي الفتوق، تليها الشذوذات الولادية والتهابات الزائدة في الأطفال، تليها مشاكل المعى، ومن ثم ذلك الحاجة لوصول وريدي عند الطفل.

## الفتوق
تعد الفتوق واحدة من أشيع العمليات الجراحية التي تجرى للأطفال، ويعتبر الفتق الإربي هو أشيع هذه الفتوق على الإطلاق.
تقترح أغلب الدراسات اليوم العلاج المحافظ لفتوق السرة عند الأطفال إلا في بعض الحالات الخاصة، أما الفتوق الإربية فعلاجها الوحيد هو الجراحة ويجب أن يجرى العمل الجراحي بعد التشخيص بفترة وجيزة مال يكن هناك مضاد استطباب للجراحة.
ترتبط آلية حدوث الفتق الإربي الولادي بظاهرة نزول الخصية إلى الصفن والتي تلحق رسن الخصية عندما ينزل من مكانه داخل البطن خلف البريتوان باتجاه الصفن. تتمثل العوامل التي تؤثر على نزول الخصية بالتأثيرات الهرمونية الأندروجينية خلال الطور البطني من نزول الخصية، والتأثيرات الهرمونية الموضعية خلال الطور الصفني من نزول الخصية. تسحب الخصية عند مرورها عبر الفوهة الإربية الباطنة رتجاً بريتوانياً يتوضع على وجهها الأمامي الأنسي يُسمى بالناتئ الغمدي، أما عند الإناث فإن استمرار الناتئ الغمدي إلى الشفر الكبير يُعرف بقناة نوك. تلتحم طبقات الناتئ الغمدي بشكل طبيعي عند أكثر من 90% من المواليد الذين أتموا كامل فترة الحمل وهو الأمر الذي يُزيل المدخل إلى القناة الإربية من جوف البريتوان. وإذا فشل هذا الالتحام قد يؤدي لتشوهات صفنية إربية مختلفة منها: الاستمرارية التامة للناتئ الغمدي مؤدية لحدوث فتق إربي صفني، أو انمحاء في القسم البعيد من الناتئ فقط وحدوث فتق إربي لا يصل إلى الصفن، أو توسع قناة نوك عند الإناث، أو سلوكية تامة للناتئ الغمدي وحدوث قيلة متصلة. إن غالبية الفتوق الإربية عند الأطفال والمواليد الجدد هي فتوق غير مباشرة، ويصاب الذكور بالفتوق الإربية أكثر من الإناث بمعدل 9 أضعاف، وتتواجد 60% من الفتوق الإربية غير المباشرة على الجانب الأيمن بسبب تأخر نزول الخصية في هذا الجانب وبالتالي تأخر انمحاء الناتئ الغمدي في الجانب الأيمن، وتحدث 25% من الحالات في الجانب الأيسر و15% في الجانبين معاً.
يكون التشخيص واضحاً عادةً من خلال ملاحظة وجود انتباج في المنطقة الإربية أثناء الجهد أو البكاء، ويمكن ملاحظة ضخامة صفنية وتغير متكرر في حجم الصفن بسبب انتقال السوائل بين كيس الفتق وجوف البريتوان، ويؤكد الفحص السريري هذه الموجودات، ويمكن وضع التشخيص اعتماداً على ملاحظة الأهل أو الطبيب.[بحاجة لمصدر]
يعد الفتق الإربي من الفتوق عالية الخطورة بسبب شيوع اختلاطاته عندما يغص الفتق ويؤدي للاختناق أو الانسداد، وعند المواليد الجدد الذين يتأخر عندهم نزول الخصية مع وجود فتق إربي مرافق فمن الممكن أن تتعرض الخصية لخطر الانفتال أو الضمور بسبب تعرض التروية الدموية للانضغاط بسبب كيس الفتق الذي يحوي عرى معوية ويضغط على أوعية الخصية عند مستوى الفوهة الإربية الباطنة. تكون نسبة حدوث الغصص أكبر عند الأطفال الأصغر سناً وقد تم تسجيل نسبة غصص تصل حتى 31% عند الخدج والمواليد تحت عمر السنة، أما نسبة الغصص عند الأطفال واليافعين فتتراوح بين 12 - 15%.
بسبب المعدل العالي للاختلاطات المرافقة للفتق الإربي لا يوجد مكان للعلاج المحافظ بل يقتصر العلاج على الإصلاح الجراحي إلا في حالات القيلة المائية المنفصلة المعزولة غير المترافقة بفتق لأن التطور الطبيعي لهذه الحالة يتميز بالتراجع التلقائي الذي يحدث غالباً في الشهر السادس إلى الثاني عشر من العمر، وفي القيلات المائية التي لا يتغير حجمها نكتفي بالمراقبة، أما كافة التشوهات الصفنية الإربية الأخرى فلا بد من التداخل الجراحي عليها.
تشاهد حالات غصص الفتق عند الذكور أما عند الإناث فقد تتظاهر الحالة بكتلة في الشفر الكبير بسبب ما يدعى بالفتق الانزلاقي للمبيض وأنبوب فالوب، ويمكن أن تترافق هذه الحالة مع خطر افتال المبيض ضمن كيس الفتق.
تجرى الجراحة عادة بعد فترة وجيزة من وضع التشخيص، تنجح محاولات رد الفتق الغاصص في أكثر من 80% من الحالات، ثم تجرى بعد ذلك جراحة انتقائية غير إسعافية في غضون 24 ساعة من الرد. أما في حالات الفتق الإربي عند الخدج الصغار الذين قُبلوا في المشفى نتيجة أمراض أخرى فإن الجراحة الانتقائية تجرى لهم قبل التخريج من المشفى، أما بالنسبة للولدان الذين تم تشخيص الحالة عندهم عقب تخرجهم من المشفى ويحتاجون لدعم بالأكسجين أو يعانون من نوبات انقطاع النفس أو تباطؤ قلبي فإن الجراحة الانتقائية تؤجل حتى الأسبوع 44 - 60 من العمر الحملي المصحح، وعلى الرغم من أن معظم الولدان والأطفال يمكن تدبير حالاتهم في قسم الإسعاف فإن الولدان الذين يعانون من عسر تصنع قصبي رئوي أو الذين احتاجوا لدعم تهوية عند الولادة فلا بد من مراقبتهم عقب الجراحة لمدة 24 ساعة على الأقل.

## الأورام الخبيثة عند الأطفال
لا يُعتبر السرطان من الأمراض الشائعة عند الأطفال عموماً وتُشكِّل الأورام الخبيثة المُشخَّصة تحت عمر 15 أقل من 1% فقط من كلِّ حالات السرطان أمَّا الوفيَّات الناجمة عنه فلا تُقارن بحالٍ من الأحوال بوفيَّات الأمراض الأخرى كالإنتانات مثلاً.[بحاجة لمصدر] يُشخَّص قرابة 165 ألف حالة سرطان عند الأطفال حول العالم سنويَّاً ويُسبِّب 80 ألف وفاة، في سبعينات القرن الماضي كان معدَّل البقيا لخمس سنوات عند الأطفال المصابين بالسرطان قرابة 58% أمَّا اليوم فهو يتجاوز 80%. الاختلاف الأساسي بين السرطان عند الأطفال وكبار السن أنَّ أغلب الأورام الخبيثة عند الأطفال تحدث بسبب خلل في المورِّثات وليس نتيجة نمط الحياة والعوامل البيئيَّة ولذلك سنجد أنَّ السرطانات الشائعة عند الأطفال ليست هي نفسها سرطانات الكبار الشائعة، أشيع الأورام الخبيثة التي يتمُّ تشخيصها تحت عمر 15 سنة هي:
سرطان الدم
سرطانات الدم هي أشيع الأورام الخبيثة عند الأطفال فهي تُشكِّل بمفردها 30% من سرطان الأطفال وأشيع أنواعها مُصادفةً في هذه الأعمار الابيضاض اللمفاوي الحاد ALL والابيضاض النقوي الحاد AML تُعطي هذه الأورام أعراضاً متنوعة: تعب ووهن عام، نقص وزن، حمَّى غير مُفسَّرة، آلام عظميَّة ومفصليَّة وتتميَّز بكونها سريعة التطوًّر لذلك فهي تتطلَّب علاج سريع وفعَّال (علاجها غالباً كيماوي).
أورام الدماغ
أورام الدماغ والجهاز العصبي المركزي هي ثاني أشيع سرطان عند الأطفال، تُشكِّل 26% من الحالات، غالبيَّة أورام الدماغ عند الأطفال تبدأ في جذع الدماغ والمخيخ وتُعطي أعراض كالصداع والدوار والغثيان وقد تُسبِّب صرع أو تغيُّم وعي أحياناً وهناك العديد من خيارات العلاج بحسب كل حالة وأهمُّها الجراحة، أمَّا أورام النخاع الشوكي فهي أندر بكثير من أورام الدماغ.
أورام الأرومة العصبيَّة
تنشأ هذه الأورام الخبيثة على حساب الخلايا المكوِّنة للخلايا والأنسجة العصبيَّة وتُشكِّل 6% من سرطانات الأطفال وهي تحدث خصوصاً عند الرُضَّع وتندُر فوق عمر 10، قد تحدث هذه الأورام في أيِّ مكان من الجسم وخاصَّةً البطن حيث تتظاهر على شكل كتلة بطنيَّة دون أعراض مرافقة غالباً.
ورم ويلمز
يحدث هذا الورم على حساب الكلية عند الأطفال الصغار بعمر 3 – 4 سنوات ويندر فوق 6 سنوات ويُشكِّل 5% من سرطانات الأطفال ومن أهم أعراضه كتلة مجسوسة في البطن وحرارة وتعب ووهن عام.
اللمفوما
اللمفوما هي أورام خبيثة تبدأ على حساب الخلايا اللمفاويَّة في العقد اللمفاويَّة أو الأنسجة اللمفاويَّة الأخرى ولها نوعان رئيسيَّيان هما:
- لمفوما هودجكن Hodgkin lymphoma: تُشكِّل 3% من سرطانات الأطفال
- لمفوما لاهودجكن Non-Hodgkin lymphoma: تُشكِّل 5% من سرطانات الأطفال
ساركوما العضلات المُخطَّطة
تنشأ على حساب الخلايا المُكوِّنة للجهاز الهيكيلي وتُشكِّل 3% من كل ِّ حالات السرطان عند الأطفال وتُعطي عرضين رئيسيِّين عادةً هما ألم وكتلة، والعلاج الأساسي هنا هو الجراحة.
ورم أرومة الشبكيَّة
ينشأ على حساب العين ويُشكِّل 2% من أورام الأطفال وغالبيَّة الحالات تحدث بعمر السنتين ويندر فوق عمر 6.
أورام العظام
تُشكِّل أورام العظام 3% من سرطانات الأطفال ولها العديد من الأنواع أشيعها عند الأطفال: الساركوما العظميَّة وساركوما إيونغ.